# إيفان ستويانوف
إيفان ستويانوف هو منافس ألعاب قوى روسي، ولد في 16 نوفمبر 1969.